# Pilar Tejo Mora-Granados
Pilar Tejo Mora-Granados es una de las cuatro primeras mujeres que en España se tituló como Ingeniera Naval.
Pilar Tejo Mora-Granados es actualmente directora técnica de la Asociación Española de Promoción del Transporte Marítimo de Corta Distancia (SPC-Spain), además es socia-directora de la empresa Teirlog-Ingeniería, especializada en consultoría e ingeniería de transportes y logística, que cuenta con profesionales especialistas en el sector de la ingeniería naval.
Además, Pilar Tejo Mora-Granados es la directora de Salvamento Marítimo, y responsables de la Sociedad de Salvamento y de la empresa constructora, AgustaWestland.
Fue la primera mujer en recibir el Premio AINE, otorgado por la Asociación de Ingenieros Navales, en el año 2009, en la modalidad de Ingeniero Naval con Trayectoria más Destacada Durante 2009.  Este premio le fue otorgado como reconocimiento a su labor como Directora General de Salvamento Marítimo durante más de un quinquenio, y por los logros realizados durante ese tiempo en el Plan Nacional de Salvamento 2006 – 2009, para mejorar el servicio de rescate y lucha contra la contaminación y prevenir situaciones de emergencia en el mar.
Año en el que además fue Directora Ejecutiva de Puertos, Logística y Transporte Marítimo.
Además de sus trabajos dentro del sector, también realiza ponencias y charlas formativas y orientativas en diferentes instituciones tanto públicas como privadas, como la realizada en el Ateneo de Madrid, bajo el auspicio de la Fundación Philippe Cousteau “Unión de los Océanos” el 19 de junio de 2007.